# Аспден, Ханна
Ханна Аспден (англ. Hannah Aspden; род. 11 июня 2000, Роли) ― американская паралимпийская пловчиха. Она была самой молодой пловчихой в сборной США, завоевавшей медали на Олимпийских или Паралимпийских играх в 2016 году. В течение сезона 2019-20 в Куинсском университете Шарлотты Аспден побила два американских паралимпийских рекорда по плаванию на короткой дистанции и в беге на 100 метров на спине, и в беге на спине. 100-метровый вольный стиль. Чемпионка Паралимпийских игр 2020 в Токио.

## Биография
Аспден родилась 11 июня 2000 года в Северной Каролине, родилась без левой ноги. Она научилась плавать в возрасте четырёх лет, потому что хотела спуститься в глубокую часть бассейна местного YMCA. К 10 годам она участвовала в своих первых соревнованиях по плаванию, где познакомилась с бывшей паралимпийской пловчихой Элизабет Стоун. Два года спустя Аспден была включена в состав новой команды США и стала самой молодой спортсменкой в национальной команде США в возрасте 13 лет.

## Спортивная карьера
Дебютировала в 2014 году в национальной сборной США на чемпионате Пан-Тихоокеанского бассейна и проплыла время 30,47.
Участвовала в Паралимпийских играх 2016 года, где она стала самой молодой пловчихой в команде США, завоевавшей медаль. Завоевала бронзовую медаль в беге на 100 метров на спине и заняла третье место в заплыве в комплексной эстафете 4х100. В следующем году она была включена в состав команды чемпионата мира 2017 года в США.
В 2019 году завоевала золотую медаль на соревнованиях S9 среди женщин на дистанции 100 метров на спине и 400 метров вольным стилем на Панамериканских Паралимпийских играх.
На Паралимпийских играх в Токио Ханна стала чемпионкой в дисциплине 100 м на спине S9.